# Джурджулешть
Джурджулешты (также Ӂурӂулешть; рум. Giurgiulești) — село в Кагульском районе Молдовы. Относится к сёлам, не образующим коммуну.

## География
Село расположено в юго-западной части Молдовы на границе с Румынией и Украиной неподалёку от впадения Прута в Дунай на высоте 54 метра над уровнем моря.
Возле Джурджулешт находится самая южная точка Республики Молдова.
Джурджулешты — единственный порт Молдовы на Дунае (Международный свободный порт Джурджулешты). Молдове принадлежат около 480 метров берега, обменянных на участок кратчайшей автомобильной дороги из южной части Одесской области в северную часть области в молдавской Паланке.

## История
Село основано в 1806 году некрасовскими казаками, переселившимися с территории Османской империи из района крепости Джурджу.
В начале XIX века Джурджулешты являлись болгарской колонией Кагульско-Прутского колонистского округа. Вопреки статусу поселения, молдавское население преобладало над болгарским. Имелась одна каменная церковь, 126 домов, 3880 десятин земли. Население колонии составляло 619 человек (116 семей), из них молдаван 471 в 81 семействе и 148 болгар в 35 семействах.

## Население
По данным переписи населения 2004 года, в селе Джурджулешть проживает 2995 человек (1485 мужчин, 1510 женщин).
Этнический состав села:
| Национальность | Число жителей | Процентный состав |
| -------------- | ------------- | ----------------- |
| молдаване      | 2897          | 96.73             |
| румыны         | 39            | 1.3               |
| украинцы       | 15            | 0.5               |
| гагаузы        | 15            | 0.5               |
| русские        | 10            | 0.33              |
| болгары        | 5             | 0.17              |
| поляки         | 2             | 0.07              |
| цыгане         | 1             | 0.03              |
| прочие         | 11            | 0.37              |
| Всего          | 2995          | 100 %             |

## Порт

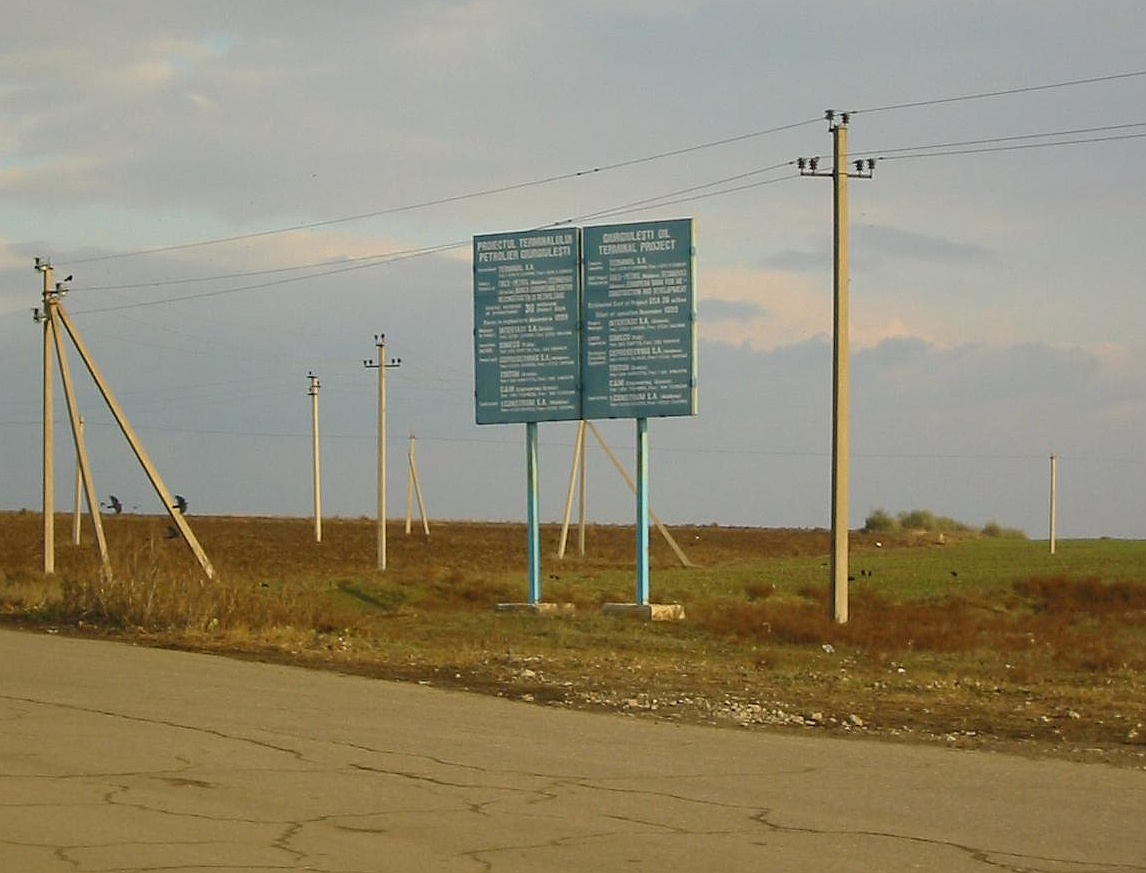
Указатель на месте строительства нефтяного терминала

В 1996 году близ села начато строительство нефтеналивного терминала. Оно было закончено в 2006 году. Терминал включает в себя причал для приёма нефтяных танкеров, 8 резервуаров общей ёмкостью 52 тысячи тонн, комплексную систему закачки нефтепродуктов из морских цистерн в резервуары. Нефтепродукты будут доставляться на терминал в танкерах и далее поставляться потребителям автомобильным и железнодорожным транспортом.
В 2007 году в Джурджулештах началось строительство грузового и пассажирского порта, которые были сданы в эксплуатацию в 2009 году. В 2010 году грузооборот достиг 375 тысяч тонн, а в 2011 году запущено регулярное морское грузовое сообщение со Стамбулом. 
Со строительством украинского канала «Дунай — Чёрное море», суда в Джурджулешты стали ходить по морскому подходному каналу и гирлу Быстрое, а не через румынский рукав Сулинское гирло, вход в который закрывается после 14 часов дня.